# إريك ڤان روسم
إريك ڤان روسم (بالهولندية: Eric van Rossum)‏ (27 مارس 1963 في نايميخن في هولندا – )؛ هو لاعب كرة قدم سابق كان يلعب كمدافع.

## وصلات خارجية
- إريك ڤان روسم على موقع رابطة كرة القدم اليابانية للمحترفين (اليابانية)
- إريك ڤان روسم على موقع قاعدة بيانات كرة القدم.إي يو (الإنجليزية)
- إريك ڤان روسم على موقع عالم كرة القدم.نت (الإنجليزية)